# Антонеску, Виктор
Виктор Антонеску (рум. Victor Antonescu; 3 сентября 1871, Космешти, жудец Телеорман — 22 августа 1947, Бухарест) — румынский политический, государственный и дипломатический деятель, министр юстиции (2 октября 1934 — 1 февраля 1935), министр финансов (1 февраля 1935 — 28 августа 1936), министр иностранных дел Румынии (29 августа 1936 — 28 декабря 1937). Участник румынской делегации на Парижской мирной конференции (1946).

## Биография
В 1910 годах — председатель Национального банка Румынии. В 1919—1932 годах — посол Румынии в Париже. В проведении внешней политики зависел от короля Кароля II.

## Награды
- Орден Белого орла